# Ксенжикі
Ксенжикі (пол. Księżyki) — село в Польщі, у гміні Страхувка Воломінського повіту Мазовецького воєводства.
Населення — 149 осіб (2011).
У 1975-1998 роках село належало до Седлецького воєводства.

## Демографія
Демографічна структура станом на 31 березня 2011 року:
|          | Загалом | Допрацездатний вік | Працездатний вік | Постпрацездатний вік |
| -------- | ------- | ------------------ | ---------------- | -------------------- |
| Чоловіки | 87      | 28                 | 51               | 8                    |
| Жінки    | 62      | 9                  | 40               | 13                   |
| Разом    | 149     | 37                 | 91               | 21                   |